# (8130) Seeberg
(8130) Seeberg est un astéroïde de la ceinture principale et plus spécifiquement du groupe de Hilda.

## Description
(8130) Seeberg est un astéroïde du groupe de Hilda. Il présente une orbite caractérisée par un demi-grand axe de 4,00 UA, une excentricité de 0,13 et une inclinaison de 6,0° par rapport à l'écliptique.

## Compléments